# 호광성

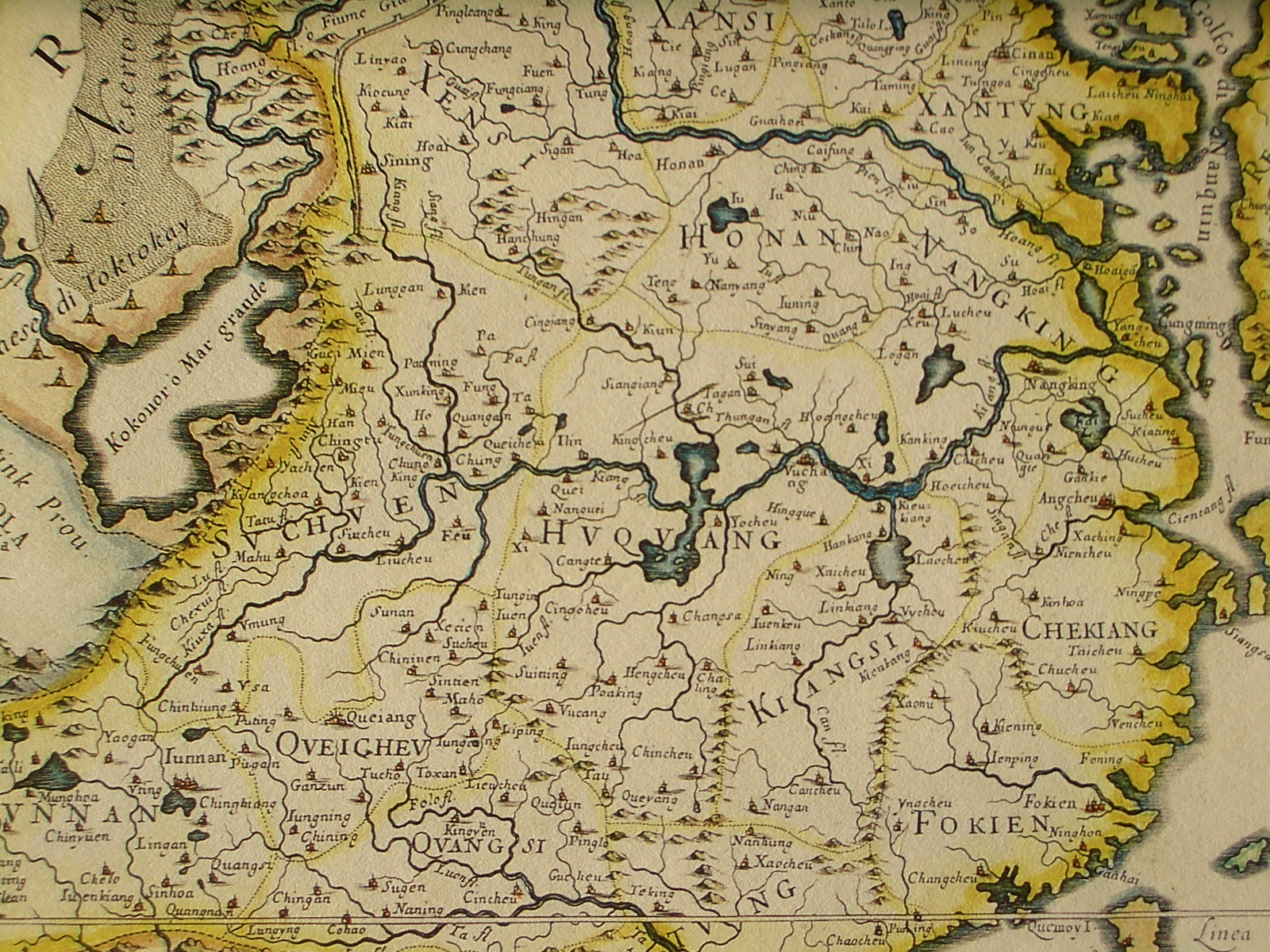
호광 지역을 나타낸 1682년의 이탈리아 지도

호광성(湖廣省)은 원나라와 명나라의 성으로 1274년 형성됐다. 원나라 때는 현재의 후베이성 중 장강 이남, 후난성, 구이저우성, 광시 좡족 자치구를 포함했다. 명나라 때는 현재의 후베이성과 후난성을 포함했다. 1644년 후베이성과 후난성으로 나뉘었으나 양 지역은 호광총독의 관할 하에 놓였다.

## 총독
이홍장은 1867년부터 1870년까지 호광총독이었다. 1896년 호광총독이 된 장지동은 외국인의 도움으로 현지 군대를 훈련했고 장비를 갖췄다.